# برد سالیوان
برد سالیوان (انگلیسی: Brad Sullivan؛ ۱۸ نوامبر ۱۹۳۱ – ۳۱ دسامبر ۲۰۰۸) یک بازیگر سینما اهل ایالات متحده آمریکا بود. وی بین سال‌های ۱۹۷۲ تا ۲۰۰۰ میلادی فعالیت می‌کرد.
از فیلم‌ها یا برنامه‌های تلویزیونی که وی در آن نقش داشته است می‌توان به در مظان جرم، رنگ‌های واقعی و مردان حلبی اشاره کرد.